# 穆罕默德·巴基尔·萨德尔
大阿亞圖拉穆罕默德·巴基尔·萨德尔（阿拉伯语：‎；1935年3月1日—1980年4月9日），伊拉克什葉派中十二伊瑪目派的宗教領袖、哲學家。他是伊斯蘭達瓦黨在意識形態上的創始人。
穆罕默德·巴基尔出生在萨德尔家族，該家族來自黎巴嫩，後來遷居到伊拉克，成為當地具有影響力的宗教世家。其父海德尔·萨德尔亦是一位什葉派高級教士，但他父親去世後家道沒落了。1945年，他遷居到纳杰夫並接受伊斯蘭教神學教育，寫下若干反對復興黨政權的文章。他的行為引起復興黨政權的注意，曾多次被捕並遭受酷刑，但最後在什葉派信眾的壓力下被迫將他釋放。
伊朗伊斯蘭革命發生後，伊拉克的什葉派希望他成為「伊拉克的霍梅尼」，爆發反對總統萨达姆·侯赛因的示威，要求萨达姆下台。1980年4月5日，他遭到伊拉克當局的逮捕，並被處決。
穆克塔达·萨德尔是他的女婿。